# Йоуханнес Эдвальдссон
Йоуханнес Эвальдссон (исл. Jóhannes Eðvaldsson; 3 сентября 1950, Рейкьявик — 24 января 2021, Глазго) — исландский футболист, выступал за сборную Исландии. Он дважды выигрывал чемпионат Шотландии в составе «Селтика» и один раз — Кубок Шотландии.

## Семья
Отец Йоуханнеса Эвальд Миксон был вратарём сборной Эстонии в 1930-х годах, во время нацистской оккупации был членом отряда лесных братьев, а также эстонской политической полиции. Обвиненный в военных преступлениях, Миксон бежал из Эстонии в конце Второй мировой войны, перебравшись сначала в Швецию, затем — в Исландию, где поселился и завёл семью, взяв исландское имя Эвальд Хинрикссон.

## Игровая карьера
Йоуханнес начал свою карьеру в исландском «Валюре», а затем выступал во французском «Меце» и датском «Хольбеке». В 1975 году после короткого просмотра тренер Шон Фаллон пригласил его в шотландский «Селтик». В «Селтике» он играл почти на всех полевых позициях, но больше всего — в центре защиты. Болельщики прозвали его «Шугги». Юханнес провёл 188 матчей за клуб из Глазго, в которых забил 36 голов, он выиграл два чемпионских титула и один кубок Шотландии. В феврале 1980 года он перебрался в США, присоединившись к команде NASL «Талса Рафнекс».
Йоуханнес вернулся в Европу в 1981 году, присоединившись к немецкой команде «Ганновер 96». Позже в 1982 году он присоединился к «Мотеруэллу» и сыграл два сезона за команду, завершил карьеру в 1985 году.
За свою карьеру он сыграл за сборную Исландии 34 матча, 16 из которых — будучи игроком «Селтика».

## Личная жизнь и годы после завершения карьеры
Йоуханнес начал тренерскую карьеру в 1984 году как играющий тренер «Троуттюра», но вскоре вернулся жить в Шотландию, откуда была родом его жена. В 1995 году у него произошло кровоизлияние в мозг, но он полностью выздоровел. Йоуханнес был тренером команды 1994 года рождения в Академии Джимми Джонстона.
Младший брат Йоуханнеса, Атли, также был футболистом. Атли какое-то время был рекордсменом сборной Исландии по числу матчей и большую часть своей карьеры провёл в ФРГ, затем начал тренерскую карьеру. Он руководил сборной Исландии в период с 2000 по 2003 год.
Умер 24 января 2021 года.